# Dichiarazione di Lilla
La Dichiarazione di Lilla è un piano d'azione per lo sviluppo sostenibile, da realizzare su scala europea, nazionale e locale con il coinvolgimento più ampio possibile di tutti i portatori di interesse che operano su un determinato territorio.

## Storia
La riunione di Lilla è stata organizzata dalla EEVV-EGWA, un'associazione che raggruppa sotto il suo nome un vasto gruppo di membri tutti legati e collaboranti con gli organismi europei che sostengono le politiche in termini di sviluppo di sostenibile e dell'ambiente. Dato il livello amichevole e produttivo dell'assemblea, dopo due giorni di lavori, l'esecutivo ha redatto una Dichiarazione, approvata dalla unanimità, che consiste in una pianificazione completa delle azioni da intraprendere, a livello europeo, dai governi e dalle amministrazioni locali, per quanto riguarda la costruzione di vie di comunicazione riservate esclusivamente agli spostamenti o viaggi non motorizzati, nel rispetto di standard sostenibili.

## Sintesi  dei principio cardine della Dichiarazione di Lilla
La Dichiarazione di Lilla, approvata il 12 settembre 2000, ha definito le direttive sulle quali si basa la "Rete europea di Greenways"
In sintesi il principio cardine è il seguente:
- Vie di comunicazione riservata esclusivamente per viaggi non motorizzati, sviluppate in modo integrato, che migliorino sia l'ambiente che la qualità della vita della zona attraversata. Questi percorsi devono rispettare gli standard di una soddisfacente larghezza, pendenza, e condizione di superficie per assicurare che siano facili da usare e basso rischio per tutti gli utenti, anche i meno abili.

## Testo originale della Dichiarazione di Lilla
- Alla luce degli impegni assunti durante la Conferenza delle Nazioni Unite su Ambiente e Sviluppo, (Rio de Janeiro, 3-14 giugno 1992) e successivi sviluppi nel contesto di Agenda 21,
- alla luce delle disposizioni della Carta delle città europee verso la sostenibilità (Aalborg, in Danimarca, 27 maggio 1994),
- alla luce della direttiva quadro dell'UE sulla qualità dell'aria ambiente (27 settembre 1996),
- alla luce delle prospettive di sviluppo del territorio europeo approvato a Potsdam nel maggio 1999 dal Consiglio informale dei ministri responsabili della pianificazione del territorio, che mira a contribuire allo sviluppo territoriale sostenibile su larga scala, in particolare mediante l'armonizzazione delle esigenze territoriali sociali ed economiche dei ministri pur tenendo conto del potenziale ecologico e culturale di questi luoghi,
- tenendo conto della crescente domanda per lo sviluppo e la fornitura di servizi per facilitare gli spostamenti non motorizzati al fine di ridurre la congestione, inquinamento acustico e atmosferico,
- tenendo conto della domanda degli utenti di spazi per attività a basso rischio per il tempo libero, che siano accessibili a tutti e che portino effetti benefici alla salute pubblica,
- come, facilitare percorsi senza mezzi a motore e incoraggiare il turismo sostenibile, oltre ad essere favorevoli allo sviluppo e al mantenimento del tessuto socio-economico locale, in particolare nelle zone rurali e le aree di rinnovamento economico,
- tenendo conto degli effetti positivi della rete di Greenway esistente nella conservazione del paesaggio e dell'ambiente naturale, sulla conservazione e valorizzazione del patrimonio locale, sullo sviluppo economico e sociale, sull'espansione dei trasporti non motorizzati,
- tenendo conto dell'impatto positivo della rete di Greenway sulla qualità della vita urbana e suburbana con la creazione di aree di svago e di movimento, recupero di siti industriali e discariche,
- tenendo conto del potenziale delle Greenways a promuovere viaggi non-a-motore per i viaggi tra la casa, scuole, aree di lavoro e tempo libero, ecc,
- tenendo conto del ruolo complementare che una Greenway può svolgere in un quadro di trasporto intermodale, con un efficiente sistema di trasporti pubblici che offrono servizi combinati come il treno / tram / bus che trasportino biciclette, portabici, ecc.

Noi, i partecipanti alla riunione di Lilla, il 11 e il 12 settembre 2000, vorremmo vedere sviluppare una "Rete Europea di Greenways" riservato agli utenti non motorizzati, comprendente per la maggior parte Greenways e in misura minore, strade poco trafficate o a basso limite di velocità. Questa rete dovrebbe fornire itinerari a lunga percorrenza nonché reti locali, spostamenti e attività locali per il tempo libero e che potessero offrire una combinazione di servizi garantendo la loro affidabilità, la continuità e l'attrattiva.
Dopo aver analizzato diverse esperienze europee e studiato definizioni esistenti, proponiamo l'adozione della seguente definizione di lavoro per le Greenways:
- Vie di comunicazione riservata esclusivamente per viaggi non motorizzati, sviluppate in modo integrato, che migliorino sia l'ambiente che la qualità della vita della zona circostante. Questi percorsi devono rispettare gli standard di una soddisfacente larghezza, pendenza, e condizione di superficie per assicurare che siano facili da usare e basso rischio per tutti gli utenti, anche i meno abili.

Sarà fondamentale l'utilizzo di linee ferroviarie dismesse e alzaie di fiumi e canali.
Tenendo conto dei numerosi progetti europei che sono stati effettuati, comprese le Greenways di riferimento nella sezione "Guide des Bonnes Pratiques" prodotto dal EGWA con il sostegno dell'Unione europea, noi, i firmatari di questa dichiarazione verso una "Rete Europea delle Greenway", ci impegniamo a lavorare per lo sviluppo di una rete di Greenways e chiediamo all'Unione europea:
- di considerare la “Rete europea delle Greenway” come uno degli obiettivi prioritari dell'Unione europea,
- di garantire che la “Rete europea delle Greenway” e greenways in generale, sono ammissibili al finanziamento nell'ambito dei programmi europei di finanziamento, in particolare i Fondi strutturali,
- di facilitare l'adozione di una definizione comune e l'armonizzazione delle norme di qualità e delle indicazioni dei percorsi,
- di facilitare lo sviluppo di una metodologia comune per lo studio e l'identificazione dei percorsi, che possano favorire lo sviluppo economico e sociale dei territori attraversati, tenendo conto della qualità delle aree naturali circostanti,
- di facilitare la definizione, la costruzione, la valutazione e la promozione della “Rete Europea delle Greenway”,
- di facilitare la creazione di rotte trans-europee e la loro estensione nei paesi membri del Consiglio d'Europa,
- di mettere in atto un comitato consultivo europeo per le Greenways.

Agli stati membri della Unione Europea:
- di garantire la coerenza delle reti Greenway nazionali attraverso l'individuazione di piani quadro standard e norme comuni in materia di qualità e il modo di marcatura,
- di mettere in atto linee di bilancio a lungo termine per la progettazione, realizzazione, gestione e manutenzione di Greenways nazionali,
- di sostenere campagne nazionali destinate a mobilitare le autorità centrali, regionali e locali in relazione alle politiche verdi e ai suoi problemi.

Alle autorità regionali e locali:
- ad impegnarsi per lo sviluppo delle reti Greenways, integrando le Greenways come elementi strutturali nei loro piani di sviluppo per le aree urbane e rurali, dedicando una percentuale delle loro strade e dei bilanci di trasporto,
- a preservare, attraverso la designazione o l'acquisizione di linee di trasporto in disuso, con opere di ingegneria e costruzioni per consentire Greenways e servizi accessori da realizzare lungo i percorsi stabiliti,
- a valorizzazione il patrimonio naturale, culturale costruito lungo il percorso o in prossimità di Greenways,
- a promuovere, nella loro area, Greenways ad l'alta qualità e con infrastrutture rispettose dell'ambiente,
- a promuovere la creazione di servizi per gli utenti delle Greenways,
- a lavorare per questi obiettivi, in collaborazione con tutte le associazioni interessate, ferroviarie, fluviali e le autorità forestali,
- a privilegiare il reimpiego e il ripristino delle infrastrutture e delle attrezzature che possano aiutare lo sviluppo delle Greenways,
- ad adeguare le infrastrutture esistenti per l'utilizzo progressivo delle Greenways anche durante l'evoluzione dei lavori,
- a facilitare le connessioni tra Greenwaysi, ferrovie, traghetti e trasporto fluviale.
- a partecipare allo sviluppo di Greenways a livello locale, regionale, nazionale ed europeo,
- a monitorare la qualità delle Greenways in collaborazione con gli enti locali,
- a partecipare alla promozione, divulgazione all'utilizzo delle Greenways,
- a facilitare l'adozione e lo sviluppo di tutte queste proposte.

Noi, firmatari di questa Dichiarazione, proponiamo l'istituzione di:
- una Commissione Permanente Europea, «Greenway Network», affidata alla EGWA per mantenere i collegamenti con il Comitato Consultivo Europeo richiesto dalla Commissione Europea, per elaborare e finalizzare una Carta Europea delle Greenways, per la promozione, l'informazione, il coordinamento e la valutazione dello sviluppo delle Greenways,
- una Conferenza Europea biennale per la valutazione delle politiche,
- delle piattaforme nazionali per la promozione e il coordinamento dello sviluppo delle Greenways,
- delle linee di bilancio specifiche all'interno dell'Unione Europea, gli Stati membri e autorità regionali.

Lilla, 12 settembre 2000

## Conclusioni
La Conferenza Internazionale indetta a Lilla richiede un'efficace azione nazionale e internazionale per sviluppare e implementare la viabilità dolce, secondo uno spirito di cooperazione tecnica e in accordo con le possibilità economiche dei vari stati. La Conferenza esorta i governi, le organizzazioni non governative, nazionali ed internazionali, perché collaborino a introdurre, sviluppare e mantenere in maniera coerente e con lo spirito costruttivo il contenuto di questa Dichiarazione.

## Recepimenti da parte dagli enti governativi
Sensibilizzati dalla Dichiarazione di Lilla e dei seguenti trattati in materia, la Comunità europea, i Governi e gli enti locali di tutti i paesi europei, si sono dichiarati favorevoli all'attuazione del protocollo, inserendolo come clausola non vincolante nelle progettazioni di arterie viarie dedicate.
Per quanto riguarda l'Italia sono state inserite nelle finanziarie dell'ultimo decennio, norme che indirizzano il legislatore ad operare nell'ambito delle norme sulla ciclabilità delle strade, della conversione dei tratti ferroviari dismessi e delle Greenways.
Sempre per quanto riguarda l'Italia, sono nate varie Associazioni che si prefiggono di proporre e controllare le direttive governative a riguardo delle Greenways.